# 駅路寺
駅路寺（えきろじ）は、慶長3年（1598年）に定められた徳島藩の制度。蜂須賀家政は藩内主街道（阿波五街道）に沿った真言宗八ヶ寺に寺領10石を与え、往還する旅人に便宜を図るよう命じた。八ヶ寺は全て山号を駅路山とされ、総称して駅路寺という。これらの寺院は旅人の宿泊のほかに、治安維持、災害時の避難場所などにも利用する事を想定したものとされる。

## 寺院一覧
| 街道     | 山号         | 寺院名 | 所在地               | 備考                                                          |
| -------- | ------------ | ------ | -------------------- | ------------------------------------------------------------- |
| 淡路街道 | 豊山         | 長谷寺 | 鳴門市撫養町木津     | 新四国曼荼羅霊場第二番札所                                    |
| 川北街道 | 駅路山       | 瑞運寺 | 板野郡上板町引野     | 後に四国八十八箇所第六番札所の安楽寺に併合                    |
| 伊予街道 | 寶生山       | 福生寺 | 吉野川市山川町川田   |                                                               |
| 伊予街道 | 中本寺駅路山 | 長善寺 | 三好市東みよし町中庄 | 阿波西国三十三観音霊場（西部）11番札所                        |
| 伊予街道 | 宝珠山       | 青色寺 | 三好市池田町佐野     | 指定時は駅路山往還寺。 阿波西国三十三観音霊場（西部）20番札所 |
| 土佐街道 | 駅路山       | 梅谷寺 | 阿南市桑野町鳥居前   |                                                               |
| 土佐街道 | 駅路山       | 打越寺 | 海部郡美波町山河内   |                                                               |
| 土佐街道 | 駅路山       | 円頓寺 | 海陽町宍喰浦         | 昭和21年の南海地震により被災し廃寺                            |